# Lukaskirche (Düsseldorf-Derendorf)

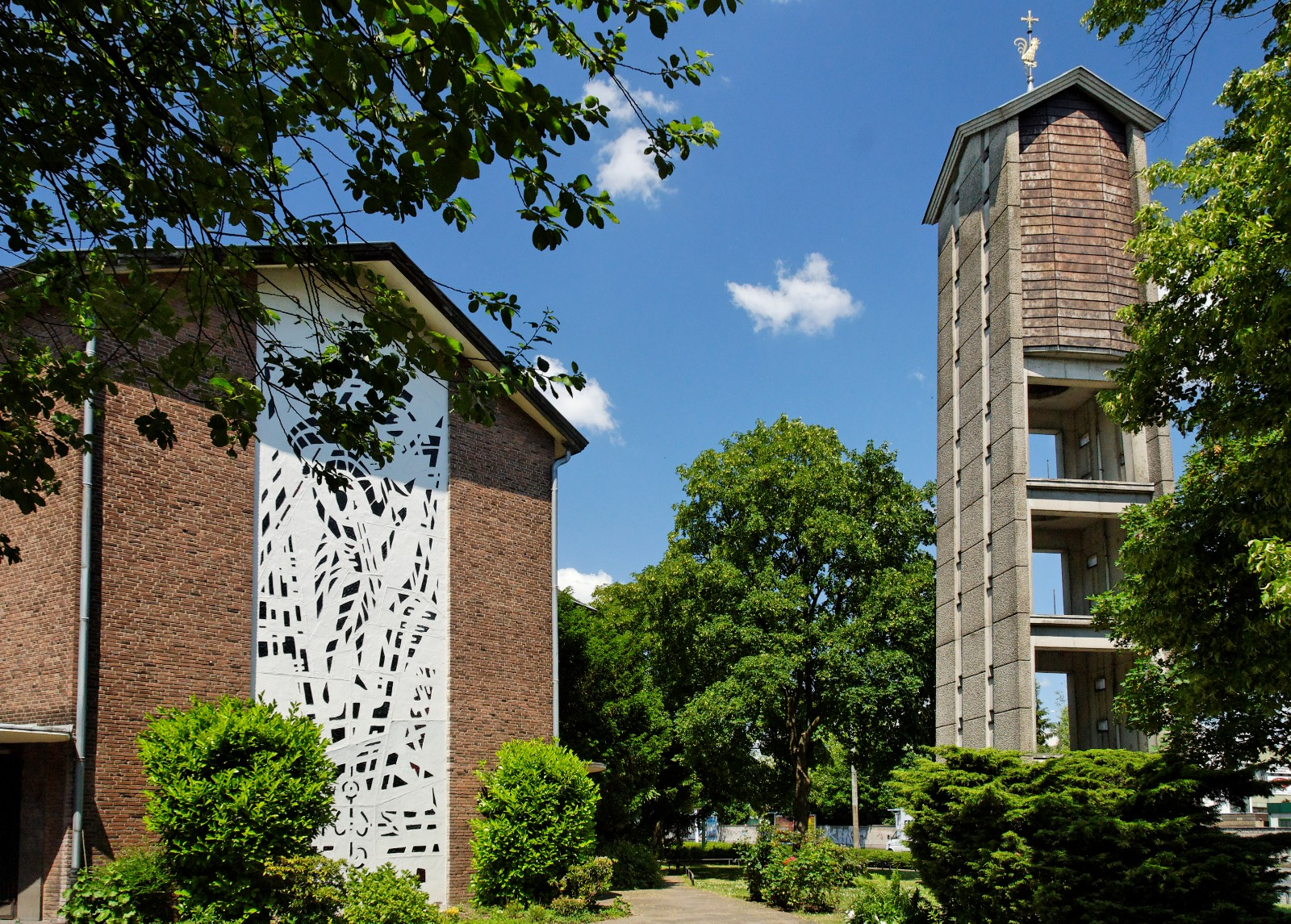
Lukaskirche

Die römisch-katholische Kirche Sankt Lukas in Düsseldorf-Derendorf ist eine moderne, kreuzförmig angelegte Kirche.

## Geschichte
Die Planung zum Bau einer Kirche stammten bereits aus den 1930er-Jahren, ein Kirchbauverein wurde jedoch erst 1952 gegründet.
Im Mai 1953 wurde St. Lukas als eigene Pfarrei eingerichtet.
Die Gemeinde kam zunächst in einer ehemaligen französischen Baracke aus der Besatzungszeit nach dem Ersten Weltkrieg zusammen, die als Notkirche diente.
1957 begann der Bau der Lukaskirche nach Plänen des Architekten Bruno Kessels.
Die Kirchweihe war 1963. Der Turm wurde aber erst in den Jahren 1984 bis 1985 gebaut.
Der Grundriss der Kirche ist kreuzförmig; als Baumaterial wurde Backstein gewählt. Die Decke ist aus Holz und wird von einem Betonkragen getragen.

## Orgel
Die Orgel wurde 1972 von den Orgelbauern Gebrüder Späth erbaut. Das Kegelladen-Instrument hat 20 Register auf zwei Manualen und Pedal. Die Spiel- und Registertrakturen sind elektrisch.
| I Hauptwerk C– |       |
| Gedacktpommer  | 16′   |
| Prinzipal      | 8′    |
| Holzgedackt    | 8′    |
| Oktave         | 4′    |
| Gemshorn       | 4′    |
| Superoktave    | 2′    |
| Cornett III    | 2 ⁄3′ |
| Mixtur IV      | 1 ⁄3′ |
| Span. Trompete | 8′    |

| II Brustwerk C– |       |
| Rohrflöte       | 8′    |
| Engelber        | 4′    |
| Schweizerpfeife | 2′    |
| Quintlein       | 1 ⁄3′ |
| Scharff II      | 1′    |
| Hautbois        | 8′    |
| Tremulant       |       |

| Pedal C–         |     |
| Subbass          | 16′ |
| Prinzipalbass    | 8′  |
| Gedacktbass      | 8′  |
| Piffaro          | 4′  |
| Lieblich Posaune | 16′ |

- Koppeln: II/I, I/P, II/P

## Glocken
| Nr. | Patron               | Nominal | Gussjahr | Gießer            |
| --- | -------------------- | ------- | -------- | ----------------- |
| 1   | Maria Himmelskönigin | e¹-6    | 1986     | Mark, Brockscheid |
| 2   | Joseph               | a¹-6    | 1985     | Mark, Brockscheid |
| 3   | Albert               | h¹-6    | 1985     | Mark, Brockscheid |
| 4   | Agnes                | cis²-8  | 1985     | Mark, Brockscheid |